# ریونا هازوکی
ریونا هازوکی (انگلیسی: Riona Hazuki؛ زادهٔ ۱۱ ژوئیهٔ ۱۹۷۵) بازیگر اهل ژاپن است. وی از سال ۱۹۹۳ میلادی تاکنون مشغول فعالیت بوده‌است.
از فیلم‌ها یا برنامه‌های تلویزیونی که وی در آن نقش داشته‌است می‌توان به قلعه جغدها، شاراکو اشاره کرد.